# Паза (Белуно)
Паза (итал. Pasa) је насеље у Италији у округу Белуно, региону Венето.
Према процени из 2011. у насељу је живело 24 становника. Насеље се налази на надморској висини од 352 м.